# Зак Стеффен
За́карі То́мас Сте́ффен (англ. Zackary Thomas Steffen; 2 квітня 1995, Коутсвіль, Пенсільванія, США) — американський футболіст, воротар англійського клубу «Манчестер Сіті» та збірної США.

## Клубна кар'єра
Під час навчання в Університеті Меріленду в Коледж-Парку в 2013—2014 роках Стеффен виступав у студентській команді в NCAA.
Наприкінці 2014 року Стеффен залишив університет і підписав контракт з клубом німецької Бундесліги «Фрайбург». Протягом півтора сезонів він виступав за другу команду «Фрайбурга» в Регіоналлізі Південний Захід. В червні 2016 року він був переведений до основної команди, ставши третім воротарем, проте так і не зіграв за неї жодного матчу.
Через декілька тижнів Стеффен повернувся до США, уклавши контракт з клубом MLS «Коламбус Крю». Другу половину сезону 2016 року він провів в оренді в клубі USL «Піттсбург Рівергаундз». З початку сезону 2017 року Стеффен став основним воротарем клубу «Коламбус Крю». За результатами сезону 2018 року Стеффен був визнаний воротарем року та включений до символічної збірної MLS.
11 грудня 2018 року було офіційно оголошено перехід Стеффена до англійського клубу «Манчестер Сіті» в літнє трансферне вікно 2019 року (з воротарем було підписано контракт терміном на чотири роки).
9 липня 2019 року «Манчестер Сіті» оголосив, що сезон 2019/2020 Стеффен проведе в оренді в німецькому клубі «Фортуна» (Дюссельдорф). В Бундеслізі за «Фортуну» він дебютував 17 серпня 2019 року в переможному виїзному матчі першого туру сезону проти «Вердера» (3:1).

## Міжнародна кар'єра
У 2013 році Стеффен був у складі молодіжної збірної США на чемпіонатах КОНКАКАФ та світу, але на обох турнірах був резервним воротарем (основним був Коді Кроппер) і не зіграв. В молодіжних чемпіонатах КОНКАКАФ та світу 2015 року він брав участь вже як основний воротар збірної.
В травні 2016 року Стеффен був запрошений у тренувальний табір збірної США перед товариським матчем зі збірною Пуерто-Рико, проте, так і не зіграв.
На початку 2018 року Стеффен отримав виклик на традиційний січневий тренувальний табір збірної США напередодні товариського матчу зі збірною Боснії і Герцеговини, і 28 січня 2018 року, дебютував в матчі проти цієї збірної в складі збірної США, вийшовши на другий тайм. За результатами 2018 року Стеффен був визнаний футболістом року в США.
2019 року Стеффен був включений до складу збірної США на Золотий кубок КОНКАКАФ 2019, 2021 року —- на фінальний етап Ліга націй КОНКАКАФ 2019/2020.

## Досягнення

### Командні
«Манчестер Сіті»
- Чемпіон Англії (2): 2020/2021, 2021/2022
- Володар Кубка Футбольної ліги: 2020/2021

Збірна США
- Переможець Ліга націй КОНКАКАФ: 2021
- Срібний призер Золотого кубка КОНКАКАФ: 2019

### Індивідуальні
- Футболіст року в США: 2018
- Воротар року в MLS: 2018
- Член символічної збірної MLS: 2018